# 557
557 је била проста година.

## Догађаји
- 14. децембар — Разоран земљотрес је тешко оштетио Константинопољ.

- Смрт Чилдеберта I. Све франачке земље у рукама Хлотара I.
- Бугари и Срби су напали Тракију, ослободили је и приближили се Цариграду. Велизар је постављен за команданта одбране и успео је да одбије напад. Бугари и Срби се враћају иза Дунава..
- У Цариград стижу амбасадори Турског каганата.
- Војска кутригурског вође Забергана, у којој су били и Словени, прошла је код Солуна.

- Авари стижу у северни регион Кавказа, између Црног и Каспијског мора. Они шаљу изасланике Византинцима у Лазицу (савремена Грузија). Као и Хуни, Авари су бивша елита централноазијске федерације, која је била принуђена да бежи на запад.
- Завршетак династије Западни Веј: Јувен Ху свргава цара Гонг Дија, а на трон поставља сина Јувен Таија Сјаомина. Јувен Ху постаје регент и успоставља династију Северни Џоу у Кини.
- Гоктурци под Муканом Каганом су савезници са Персијским царством и уништавају Хефталите (Беле Хуне) у Централној Азији.
- Краљ Франка Хлотар I оснива манастир Сент Медар у Соасону (Северна Француска).
- Храм Јиминг у Нањингу је изграђен; будистичка пагода се налази у близини језера Ксуанву.